# (3543) Ningbo
(3543) Ningbo ist ein Asteroid des Hauptgürtels, der am 11. November 1964 am Purple-Mountain-Observatorium in Nanjing entdeckt wurde.
Er wurde nach der chinesischen Stadt Ningbo benannt.